# SFX (잡지)
SFX는 영국의 잡지이다. 1995년에 창간되었다. 퓨처에 의해 4주마다 발행된다. SF, 판타지, 공포를 소재로 한 영화, 텔레비전, 게임, 만화, 소설 기사를 주로 다룬다. 잡지의 웹사이트에 따르면, 잡지 이름 "SF"은 "science fiction"에서 유래하지만, "X"에 관해서는 언급하지 않는다. 1호부터 11호까지 맷 빌비가 편집장을 했다. 이 후 데이브 골더가 편집장을 맡았이며, 2005년 그만두고 나중에 온라인 판의 편집장이되었다. 골더 후에는 데이비드 브래들리가 편집장이 맡고 있다.